# Villar Pellice
Villar Pellice (piemontesisch ël Vilar oder ël Vilar Pélis, okzitanisch Vilar Pèlis oder lu Vilar) ist eine Gemeinde in der italienischen Metropolitanstadt Turin (TO), Region Piemont.

## Lage und Einwohner
Villar Pellice liegt rund 60 km südwestlich von Turin im Oberlauf des Val Pellice auf 664 m Meereshöhe. Das Gemeindegebiet umfasst eine Fläche von 60 km² und hat 1057 Einwohner (Stand 31. Dezember 2023). Die Nachbargemeinden sind Perrero und Prali (im nördlichen Germanasca-Tal), Angrogna, Bobbio Pellice, Torre Pellice, Rorà, Bagnolo Piemonte und im Süden Crissolo (im Valle Po).
Am Hauptfluss des Tales finden sich umfangreiche Bestände der Deutschen Tamariske. Für diese Myricaria germanica entstand entlang des mittleren Pellice zwischen Bobbio Pellice und Villar Pellice ein 53 ha großes Schutzgebiet (Stazioni di Myricaria germanica), in dem sich etwa 70 Vogelarten nachweisen ließen, von denen 40 dort brüteten, 14 nur während der Migrationen ihrer jeweiligen Art dort erschienen (Stand: 2015). Da ihr Habitat an die von Menschen geschaffene Kulturlandschaft gebunden ist, hängt das Überleben zahlreicher Arten von der Erhaltung dieses Landschaftstypus' ab.

## Geschichte

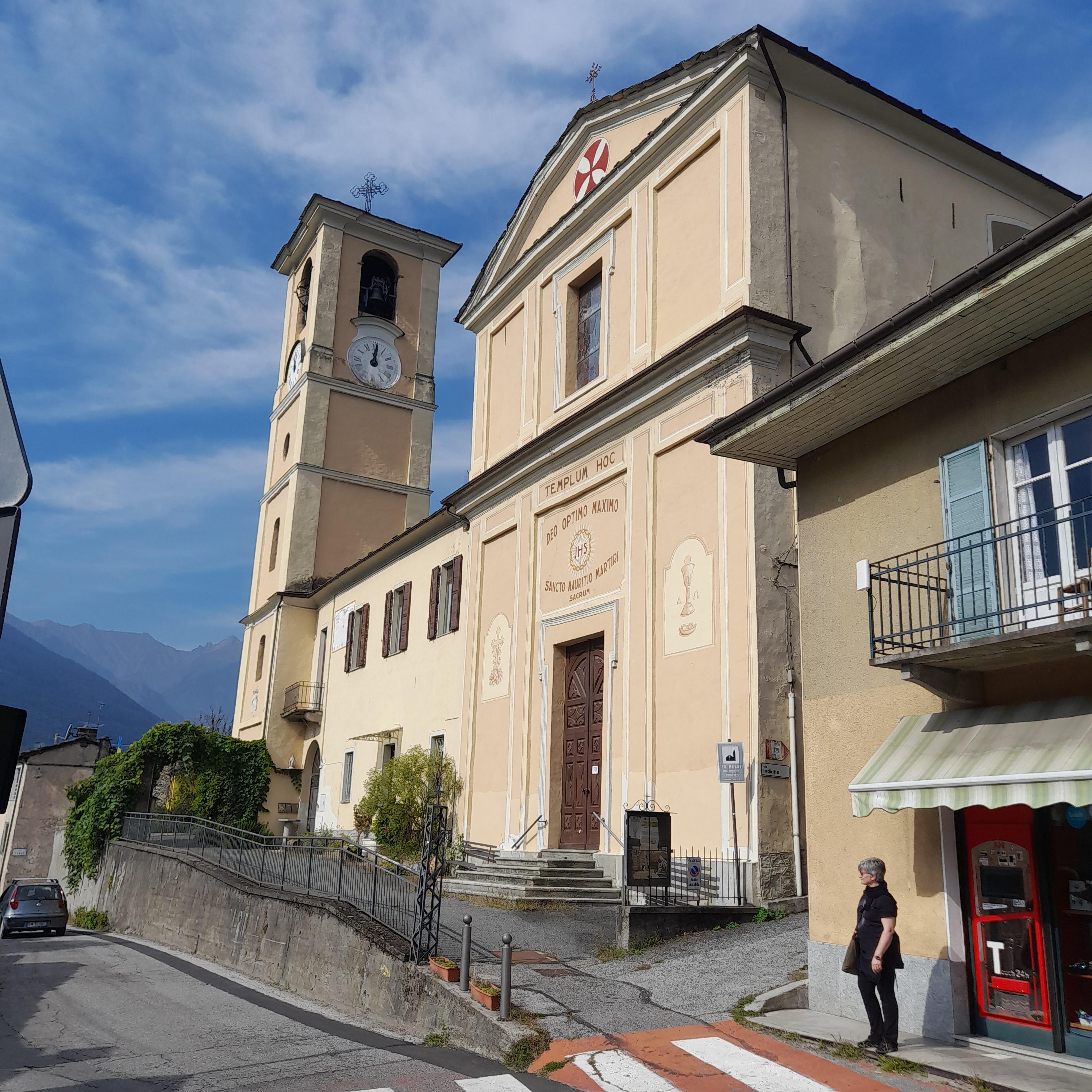
Kirche San Maurizio

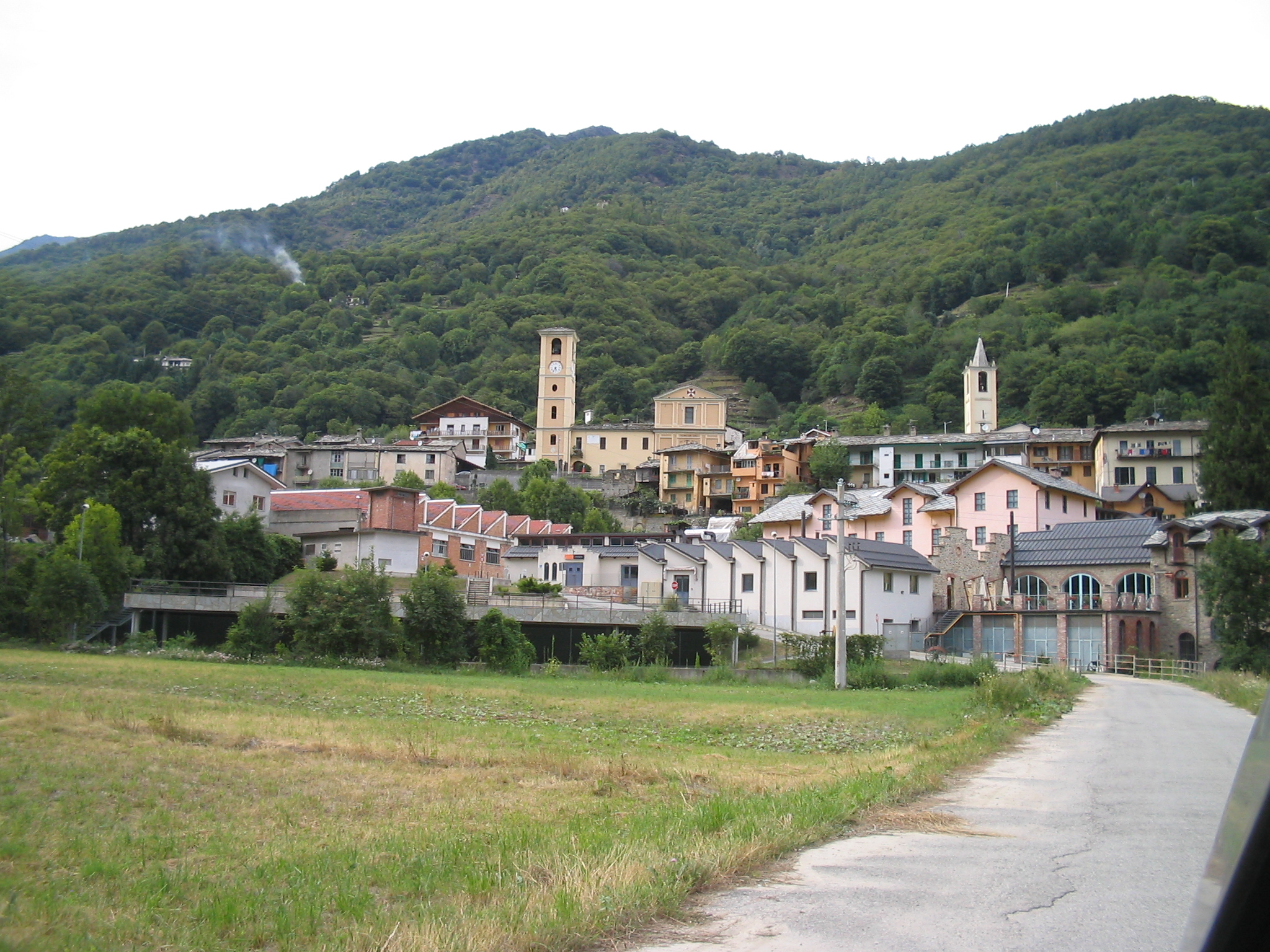
Panorama

Aus der Kupfer- oder Bronzezeit stammen abstrakte Felszeichnungen, aber auch anthropomorphe, die bei Villar Pellice in den 1990er Jahren entdeckt wurden. Sie weisen Ähnlichkeiten mit solchen in der Provence auf. Aus der zweiten Hälfte des 1. Jahrtausends v. Chr. stammen Bernsteinkugeln, die zwischen den Wurzeln einer Kastanie in Bobbio entdeckt wurden.
Im Pellice-Tal wurden im späten 11. Jahrhundert die Signori von Luserna eine der mächtigsten Familien. Die Erstnennung von deren Stammsitz, die Burg von Luserna, die östlich von Torre Pellice stand, erfolgte im Jahr 1096. Sie ging der entsprechenden Urkunde zufolge am 28. März 1069 an Maria, alamannischer Herkunft und Tochter eines Hugo, und ihren nach salischem Recht lebenden Ehemann Gosuinus, genannt Merulus. Dieser war, folgt man der historischen Tradition, der Stammvater der Signori von Luserna. Laut anderen Urkunden taucht er bereits vor dem Tod der Markgräfin Adelheid von Susa († 1091) in ihrem Umkreis auf, wahrscheinlich bereits ab 1063. Ihr Tod beschleunigte den Zerfall der Markgrafschaft Turin, wobei sich Merulus einige verstreute Teile sichern konnte. Ähnlich wie andere Lokalherren nutzte er, trotz Beibehaltung des Titels Vicecomes, die Gelegenheit, eine eigenständige Dynastie zu gründen. Diese zerfiel in einem nicht rekonstruierbaren Prozess in drei Linien, nämlich die der Bigliori, der Rorenghi und der Manfredi, die nach der hauseigenen Legende auf entsprechende Söhne eines Ahnherrn zurückgingen. Infolgedessen bestanden drei Herrschaftsgebiete, nämlich die des Signore di Torre, des Signore di Luserna und desjenigen von Villar. Dementsprechend wurde ihre Gesamtheit als „domini de Lucerna“ angesprochen, im Jahr 1295 mit Feudalrechten über Burgen, Dörfer und Leute in Luserna, Bobbio und Villar, Torre, Campiglione, dann über die Dörfer Roletto und Angrogna, drei Viertel des Dorfes und der Leute von Bibiana, schließlich Burg, Dorf und Leute von Bagnolo, die allerdings ihrerseits wieder lokalen Adligen verliehen waren. Die Familie hatte diese Feudalrechte partiell vom Bischof von Turin erhalten, abgesehen vom Zehnten in Campiglione, von der sie behauptete, es sei ihr Allod, vor allem aber 1295 von Philipp von Savoyen-Achaia. 
Dabei war die Integration der Signoria in das Herrschaftsgebiet der Savoyer weit vorangeschritten. Bis dahin war in ihrem Herrschaftsgebiet die Einbeziehung des gesamten „Volkes“ in den Legitimationsprozess spätestens 1159 in Gebrauch. Eine öffentliche Versammlung bestätigte und garantierte die Gültigkeit einer Urkunde. Dabei handelte es sich nicht um ein Recht auf der Grundlage eines Vertrages, sondern mündlicher Überlieferung. Im Tal beanspruchten die Herren, wie eine Urkunde von 1251 erweist, nicht nur das Fodrum, sondern auch den Heimfall der Lehensgüter für den Fall fehlender Erben, dann monopolisierten sie das Jagd- und Fischrecht. Dabei reichten ihre Rechte über den Alpenkamm hinweg ins Combe des Charbonniers, doch waren viele Rechte auch weiterverliehen worden.
Petrus Waldes und seine Anhänger, die „Armen von Lyon“, wurden 1184 in Lyon exkommuniziert und ab 1231 von der Inquisition verfolgt. Die Flüchtlinge ließen sich an verschiedenen Orten in Südfrankreich und Oberitalien nieder, so auch vor 1300 in den Cottischen Alpen. Glaubensflüchtlinge aus Villar Pellice gründeten 1699 in Württemberg die Waldenserorte Großvillars und Kleinvillars. Elf aus Villar Pellice stammende Auswanderer gründeten 1856 in Uruguay die Stadt Colonia Valdense.
Während im 20. Jahrhundert die Orte im unteren Tal, allen voran Torre Pellice und Luserna S. Giovanni, zunächst eine Textilfabrikation aufnahmen, um später auch Mineralien abbauen zu lassen, blieben Bobbio und Villar bei der Agrarproduktion und der Transhumanz. Zwischen 1911 und 2011 halbierte sich dementsprechend nicht nur die menschliche Bevölkerung, sondern auch die Zahl der Schafe und Ziegen; hingegen stieg die Zahl der Rinder um 40 % an. Die Zahl der Familien in Vilar und Bobbio, die von dieser Art der Bewirtschaftung lebten, fiel wiederum besonders drastisch von 210 im Jahr 1914 auf 18 ein Jahrhundert später, also um mehr als 90 %. Während vor dem Ersten Weltkrieg die Durchschnittsfamilie nur vier Rinder aufwies, und zudem bis in die 1960er Jahre jede Familie eines ihrer Mitglieder als Hirten abstellte, wurden die verbleibenden Familien zu Besitzern vergleichsweise großer Herden. Dabei pachten die Hirten bis heute die Weiden in den Hochtälern von den Kommunen, wobei die Einheimischen bevorzugt werden, während die baulichen Strukturen in privatem Besitz sind. Die Rückkehrer, die Ende des 20. Jahrhunderts zahlreicher wurden, waren ganz überwiegend Kinder und Enkel von Männern und Frauen, die meist wegen auswärtiger Beschäftigung in Industrie und Dienstleistung die Viehhaltung aufgegeben hatten, die aber die notwendigen Kenntnisse und Fertigkeiten aus ihrer Jugend wieder aktivieren konnten. Der Anteil der Neu-Hirten blieb, im Gegensatz zu Nachbartälern, wie dem Val Germanasca oder Chisone, hingegen gering. Er beschränkte sich auf Eingeheiratete.
Die sich immer stärker entvölkernden Täler wurden zu Rückzugsgebieten von Partisanen, insbesondere nach dem Sturz Mussolinis. Nach dem 8. September 1943, als die deutschen Faschisten in Italien die Macht an sich rissen, schlossen sich viele Verfolgte und Soldaten den Partisanen an. Il Pioniere, eine eigene Untergrundzeitung, wurde im Pellice-Tal gedruckt. Der bekannteste Aktivist der Resistenza und Flüchtlingshelfer war der Ingenieur Willy Jervis, der am 11. März 1944 von den Deutschen gefangen genommen und am 5. August 1944 in Villar Pellice erschossen wurde. Ein dortiger Gedenkstein, eine Gedenkstätte in Torre Pellice und die Bibliothek des Widerstands mit dem Namen Carlo Levi, die in der ehemaligen SS-Kaserne untergebracht ist und über 2000 Bücher umfasst, erinnern an die beteiligten Personen und an den Kampf der Resistenza.

## Gemeindepartnerschaft
- Chaleins, Département Ain